# باوشی
باوشی (به لاتین: Bawshi) یک منطقهٔ مسکونی در افغانستان است که در ولایت بلخ واقع شده‌است.